# قائمة معدات الجيش العراقي قبل عام 2003
استخدم الجيش العراقي قبل حله عام 2003 في اعقاب الاحتلال الأمريكي عددا كبيرا ومتنوعا من الأسلحة والمعدات مختلفة المنشأ. وقد دمرت اعداد هائلة هذه الأسلحة والمعدات خلال الحرب العراقية الإيرانية ثم حرب الخليج الثانية. وأخيرا تم تدميرها جميعا أثناء وبعد حرب عام 2003

## الدبابات
Type 59

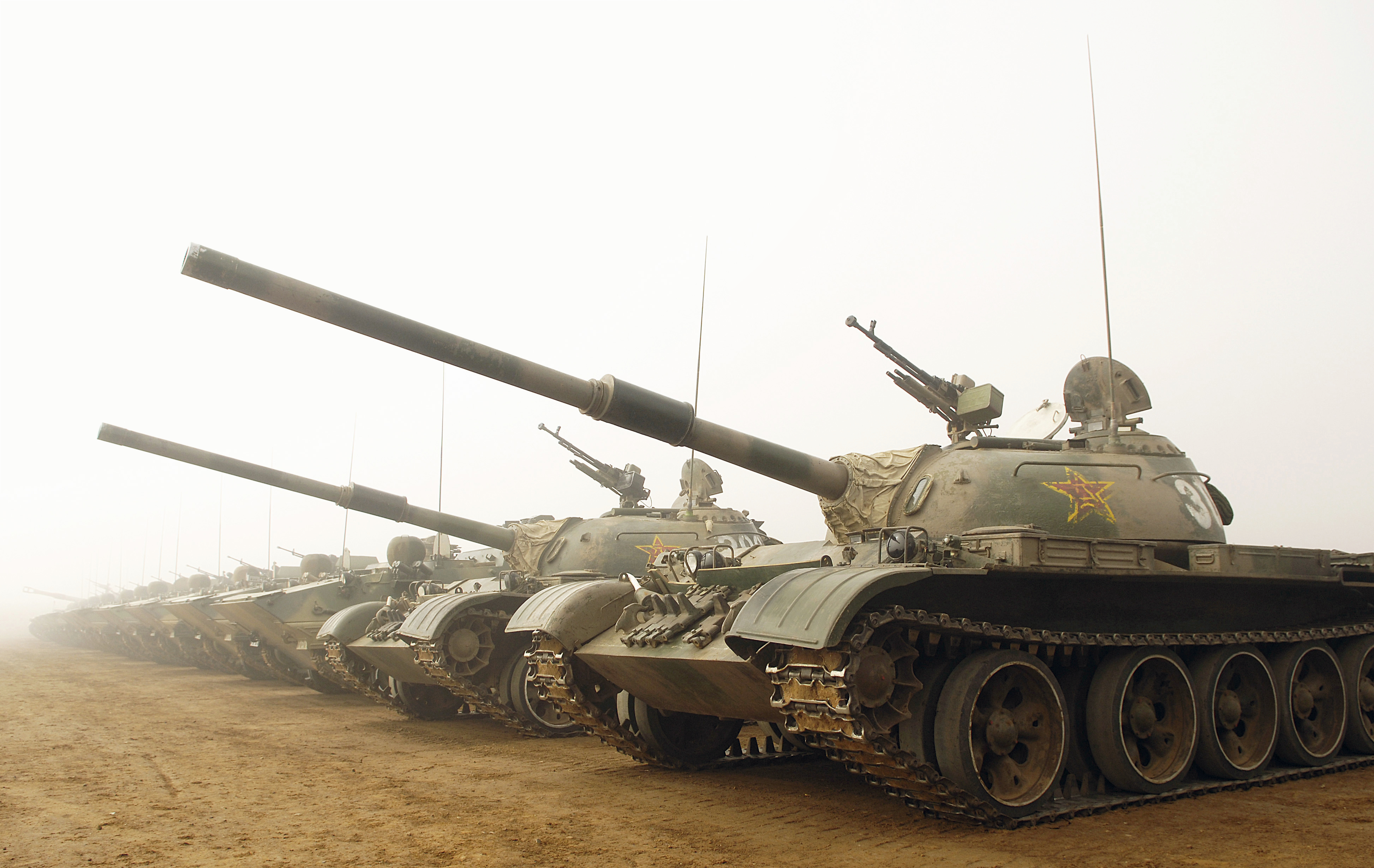
دبابة Type 59 الصينية.

دبابة صينية. عام 1990 كان العراق يمتلك ما مجموعه 1500 دبابة ودمرت معظمها أثناء حرب تحرير الكويت
Type 69

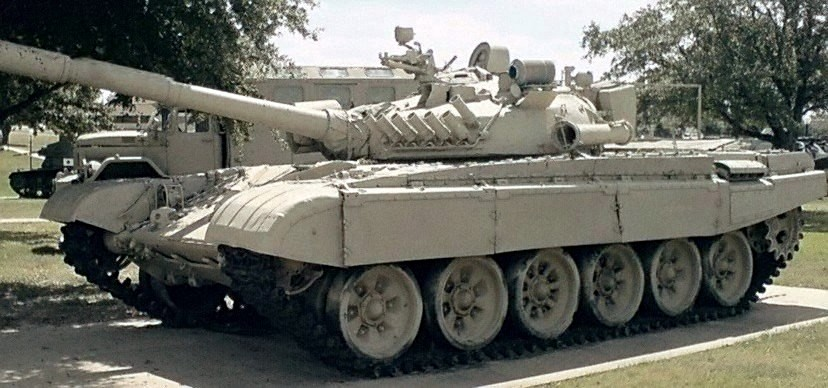
دبابة اسد بابل.

دبابة من إنتاج صيني أيضا. العراق امتلك 1500 دبابة من هذا النوع عام 1990 ودمر معظمها بانتهاء حرب الخليج الثانية.
تي-72

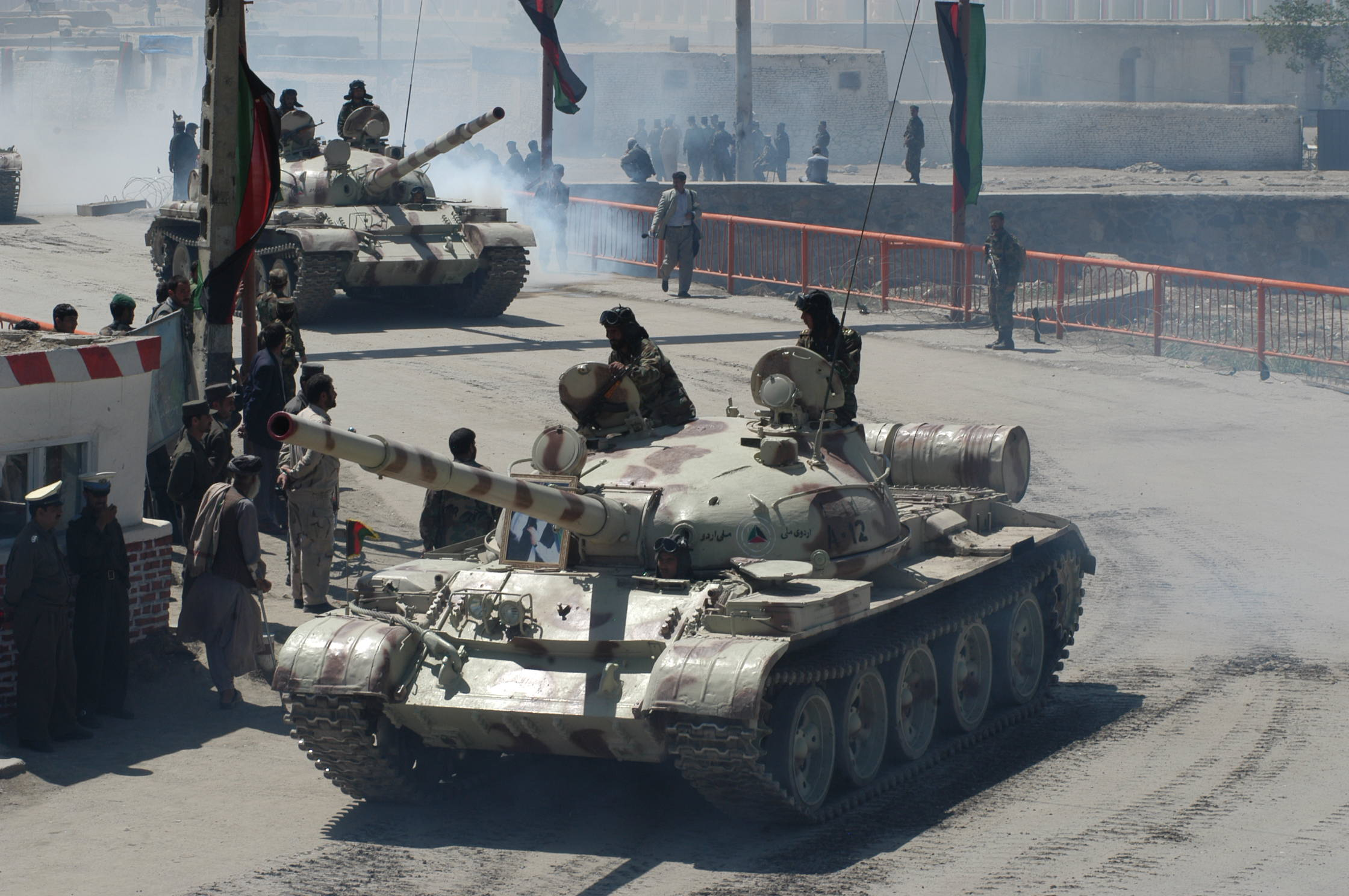
دبابة T-62

دبابة قتال رئيسية سوفيتية الصنع. عام 1990 كان العراق يمتلك 1000 دبابة من هذا النوع. وفي عام 2003 انخفض العدد إلى 375 دبابة صالحة للعمل فقط وذلك بسبب خسائر حرب الخليج وتقادم الدبابات نتيجة عدم ادامتها. لا تزال الدبابة مستخدمة في الجيش العراقي الجديد
أسد بابل
و هي نسخة من دبابة تي-72 تم تصنيعها وتجميعها في العراق. وهي تعد الدبابة الوحيدة التي انتجها العراق وساهم في تطويرها وقد أنتجت لأول مرة عام 1989. ولا يعرف عدد الدبابات التي خدمت في الجيش العراقي من هذا النوع. وتشير بعض المصادر ان الدبابات التي نجت من حرب 2003 لا تزال تعمل ضمن القوات المدرعة للجيش العراقي الجديد.
T-62
دبابة قتال رئيسية سوفيتية المنشأ. بلغت اعدادها المستخدمة في عام 1990 ضمن القوات المدرعة العراقية 1500 دبابة. وقد دمرت معظمها أثناء حرب الخليج الثانية. عام 2003 لم يبق من هذه الدبابات في الخدمة الفعلية سوى 19 دبابة.
T-54/T-55
دباباتان قتال رئيسيتان سوفيتييتان المنشأ. بلغت الاعداد العاملة من كلا النوعين 1500 دبابة وذلك عام 1990. ولكن الاعداد انخفضت إلى 406 دبابة فقط بحلول عام 2003.
تشفتن
دبابة قتال رئيسية بريطانية الصنع حصل العراق عليها أثناء الحرب العراقية الإيرانية من الجيش الإيراني وقد شاركت في غزو الكويت بعدد 30 دبابة. ودمرت معظمها في الحرب
M47 Patton/إم 60
دبابتا قتال رئيسيتان أمريكيتان الصنع. حصل العراق عليهما أثناء الحرب العراق الإيرانية وشاركت بعدد 20 دبابة في الحرب على الكويت

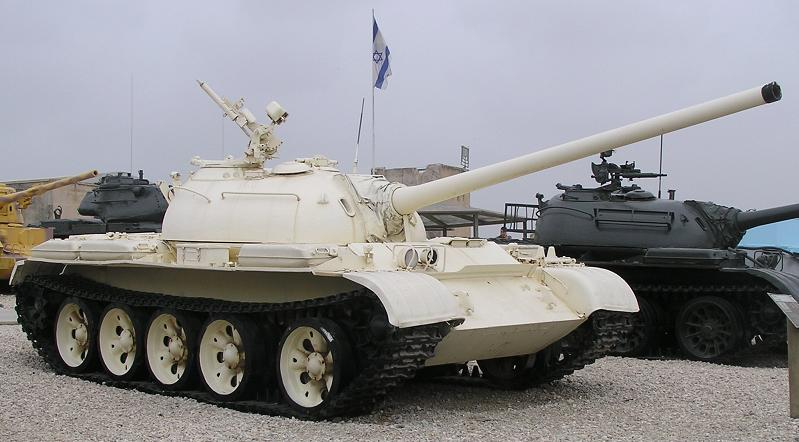
دبابة T-54
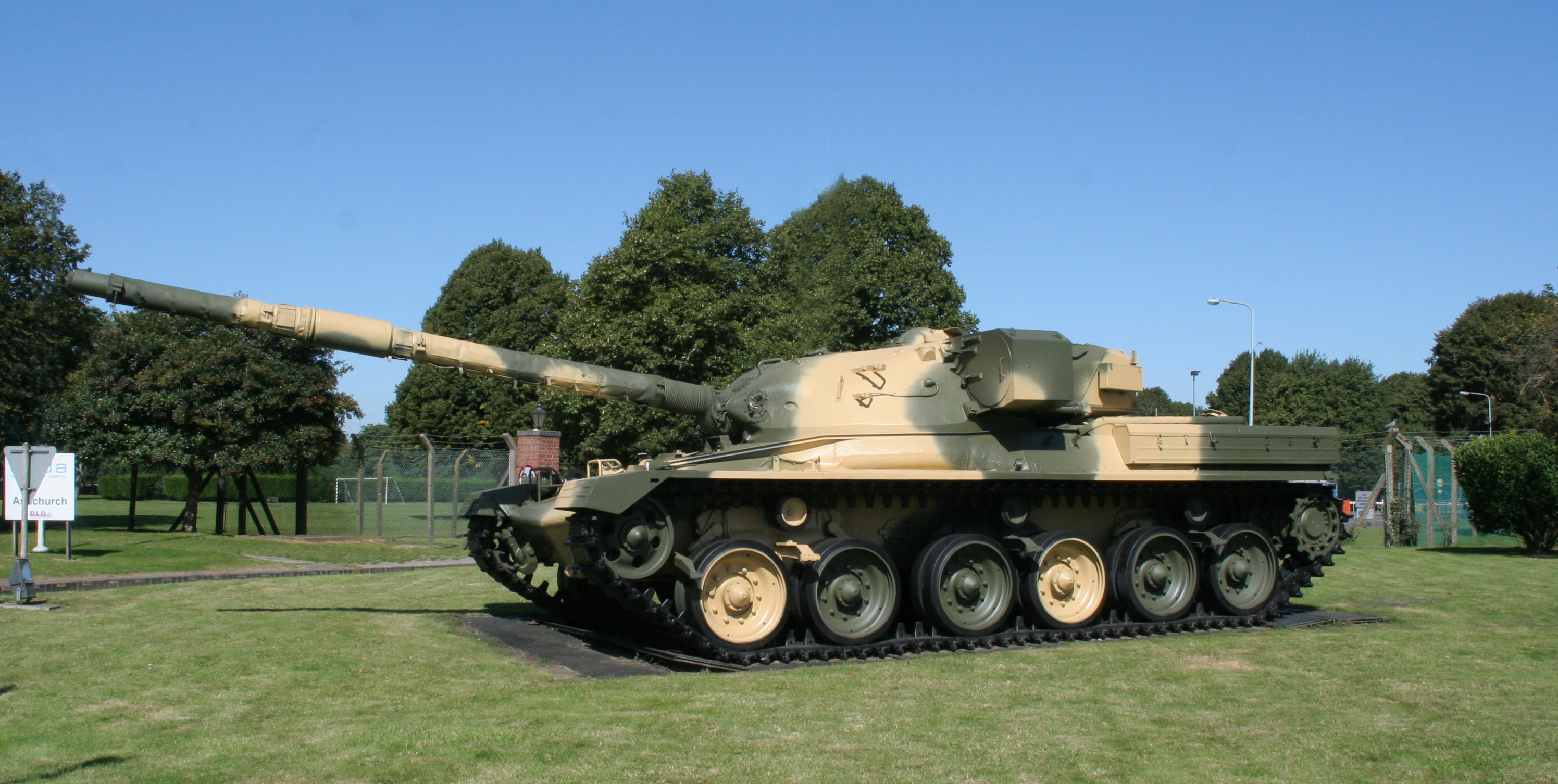
دبابة تشفتين
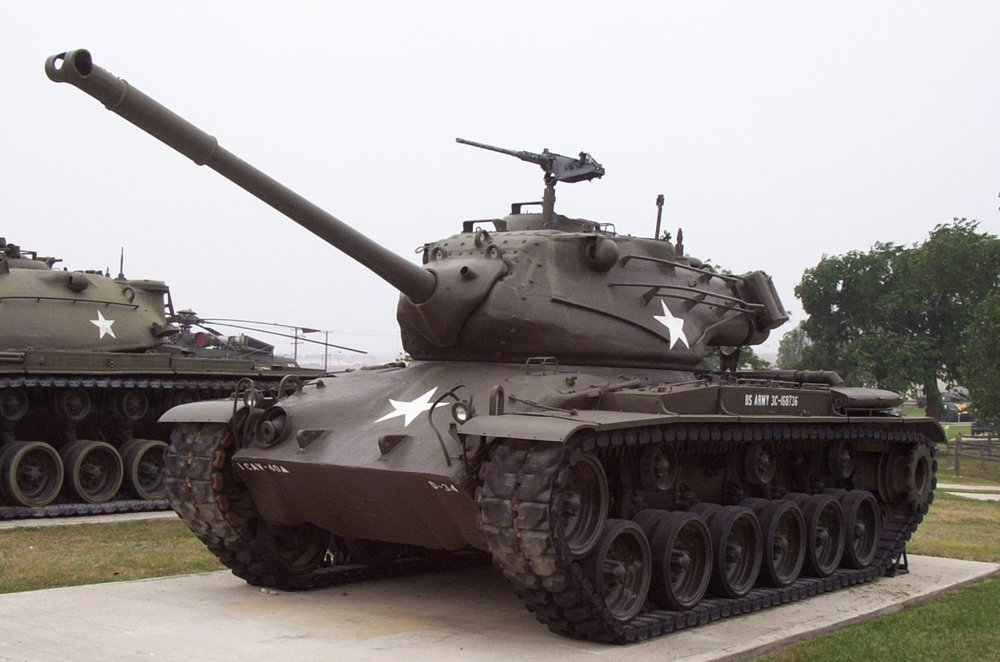
دبابة M47 Patton
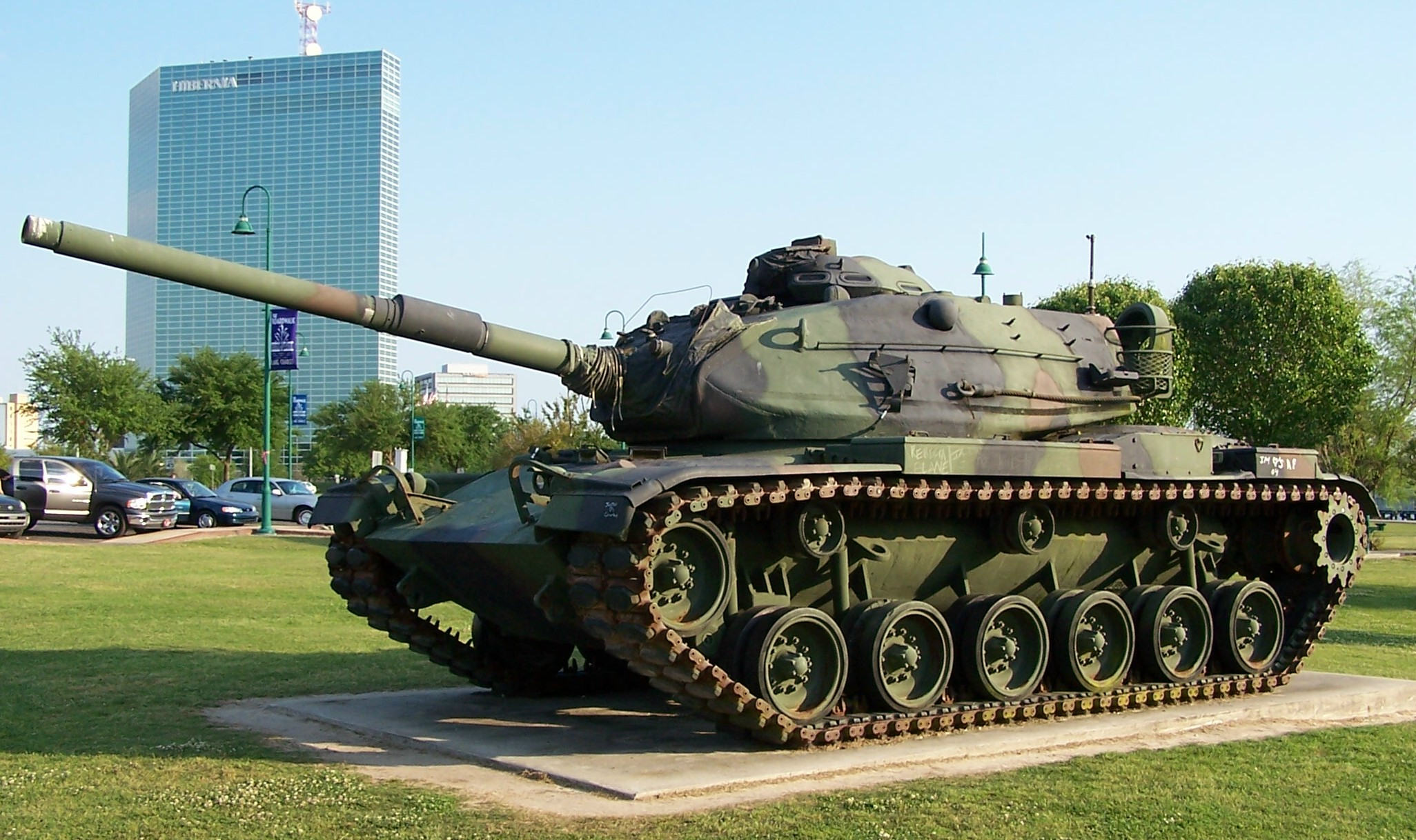
دبابة M60 Patton

## المركبات القتالية المدرعة
بي إم بي-1

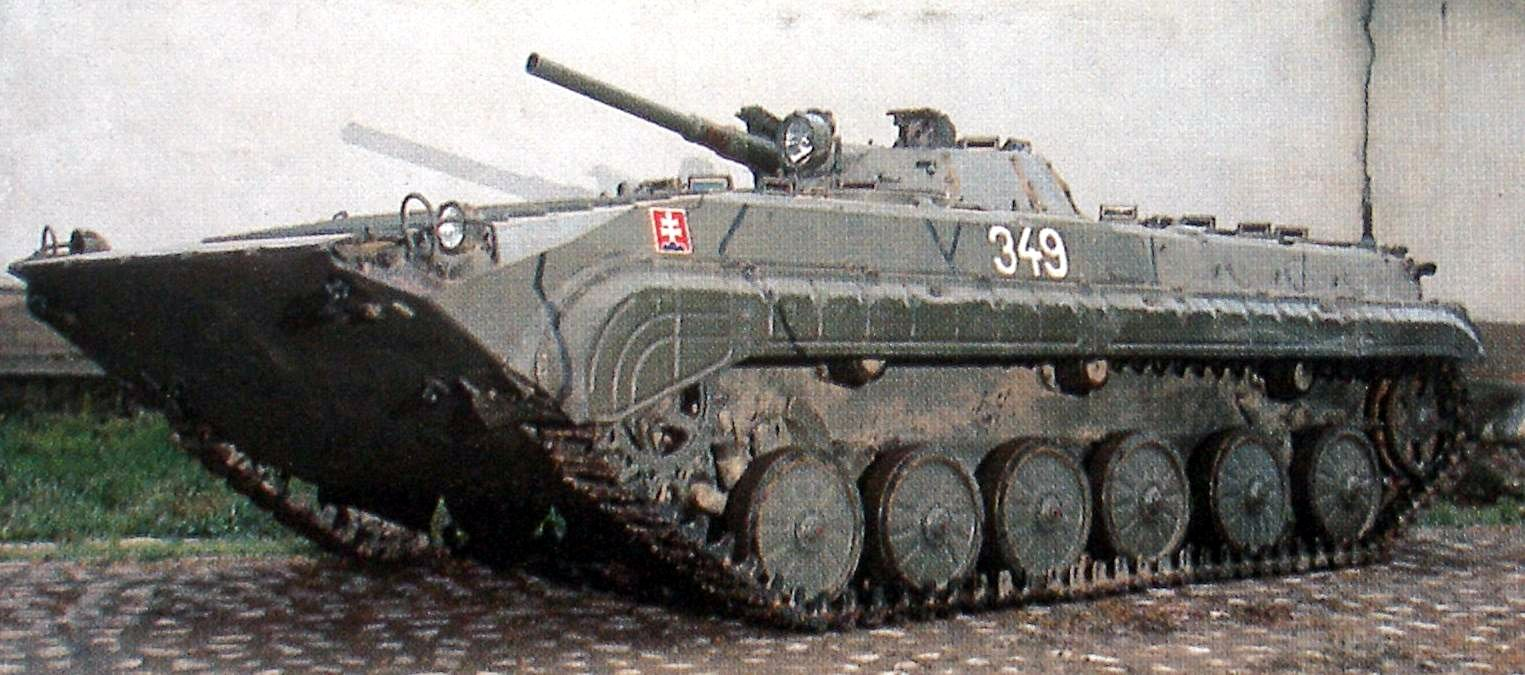
المدرعة بي إم بي-1.

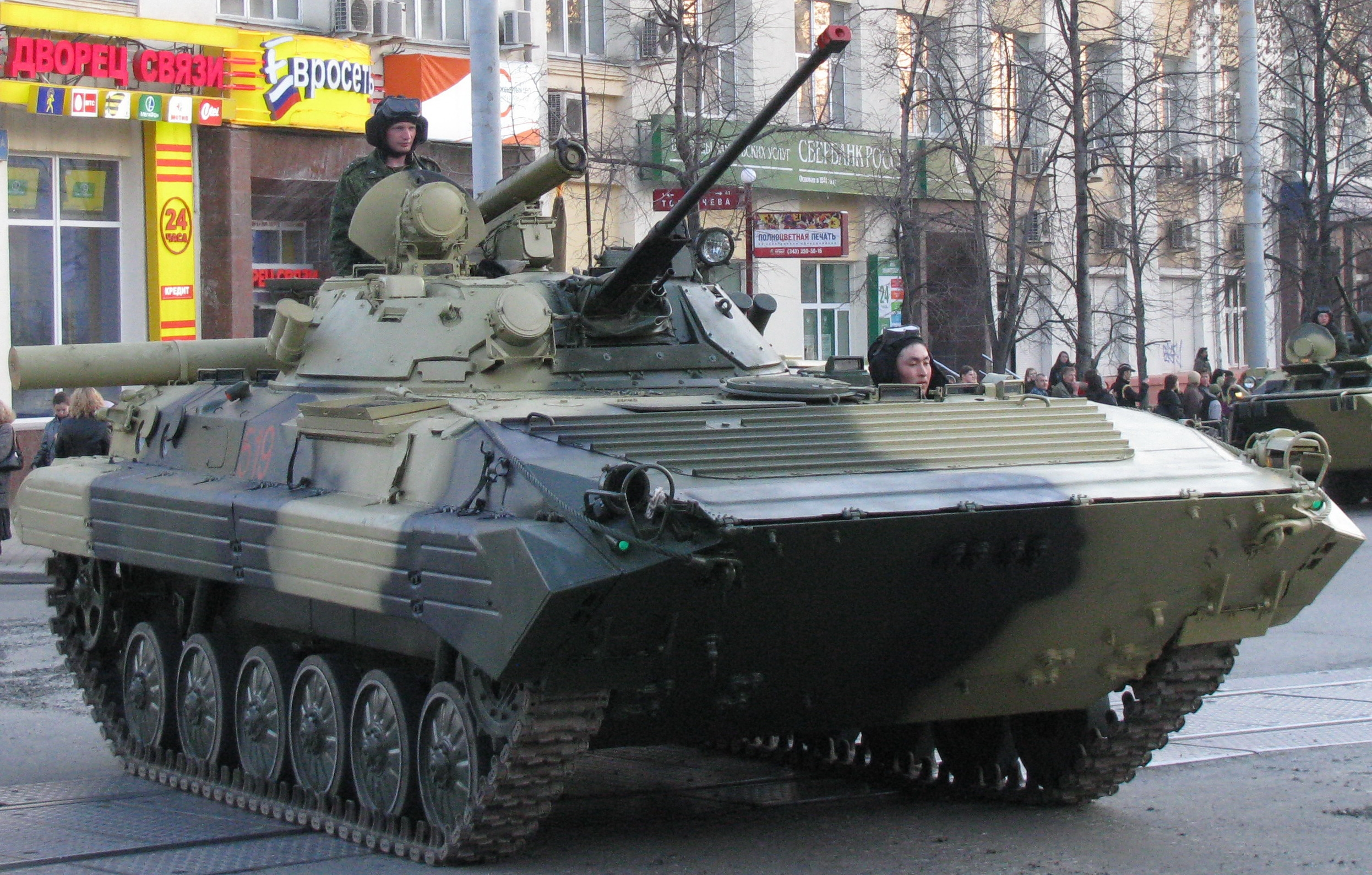
المدرعة بي إم بي-2.

مركبة قتالية مدرعة روسية الصنع. بلغت اعدادها العاملة عام 1990 في الجيش العراقي عدد 1500 مركبة.
بي إم بي-2

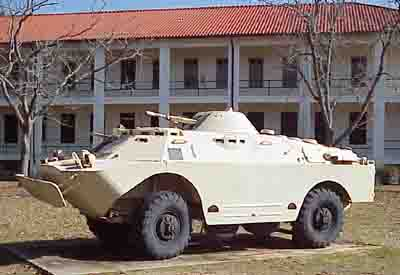
المدرعة BRDM-2.

و هي ذات منشأ روسي أيضا وتعد تطويرا للمدرعة التي سبقتها بي إم بي-1. لا يعرف العدد الدقيق لاعدادها العاملة وتحسب عادة من ضمن 1500 مركبة العائدة لطراز بي إم بي-1
BRDM

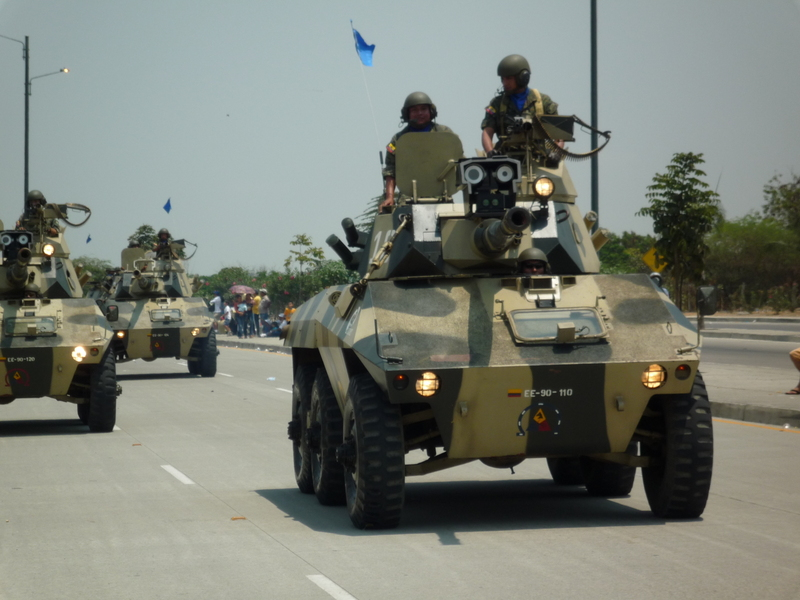
المدرعة EE-9 Cascavel.

مركية سوفيتية مدرعة باربعة عجلات. وقد خدمت في الجيش العراقي بطرازيها BRDM-1 و BRDM-2. وبلغت اعدادهما 1300 مركبة عام 1990.
EE-3 Jararaca
و هي مركبة استطلاع مدرعة باربعة عجلات. صنعتها إحدى الشركات البرازيلية. في عام 1990 كان الجيش العراقي يشغل 300 مركبة من هذا الطراز
EE-9 Cascavel
و هي سيارة مصفحة برازيلية الصنع. ذات 6 عجلات. وتحمل برجا عليه مدفع من عيار 90 مم. بلغ عددها 600 مركبة في خدمة الجيش العراقي عام 1990
Alvis Saladin
سيارة مصفحة بريطانية الصنع ذو 6 عجلات. وقد بلغت اعدادها العاملة فعليا 100 مركبة في عام 2000.
دايملر فيريت
و هي سيارة مصفحة بريطانية رباعية الدفع صممت كمركبة استطلاع. في عام 1995 امتلك العراق 90 مركبة في الخدمة الفعلية.
FUG
سيارة مدرعة هنغارية الصنع رباعية الدفع. لا توجد معلومات عن اعدادها التي خدمت ضمن الجيش العراقي.
بي تي-76
و هي دبابة برمائية خفيفة روسية الصنع. في عام 2003 لم يبق منها سوى 100 مركبة عاملة ضمن الجيش العراقي.

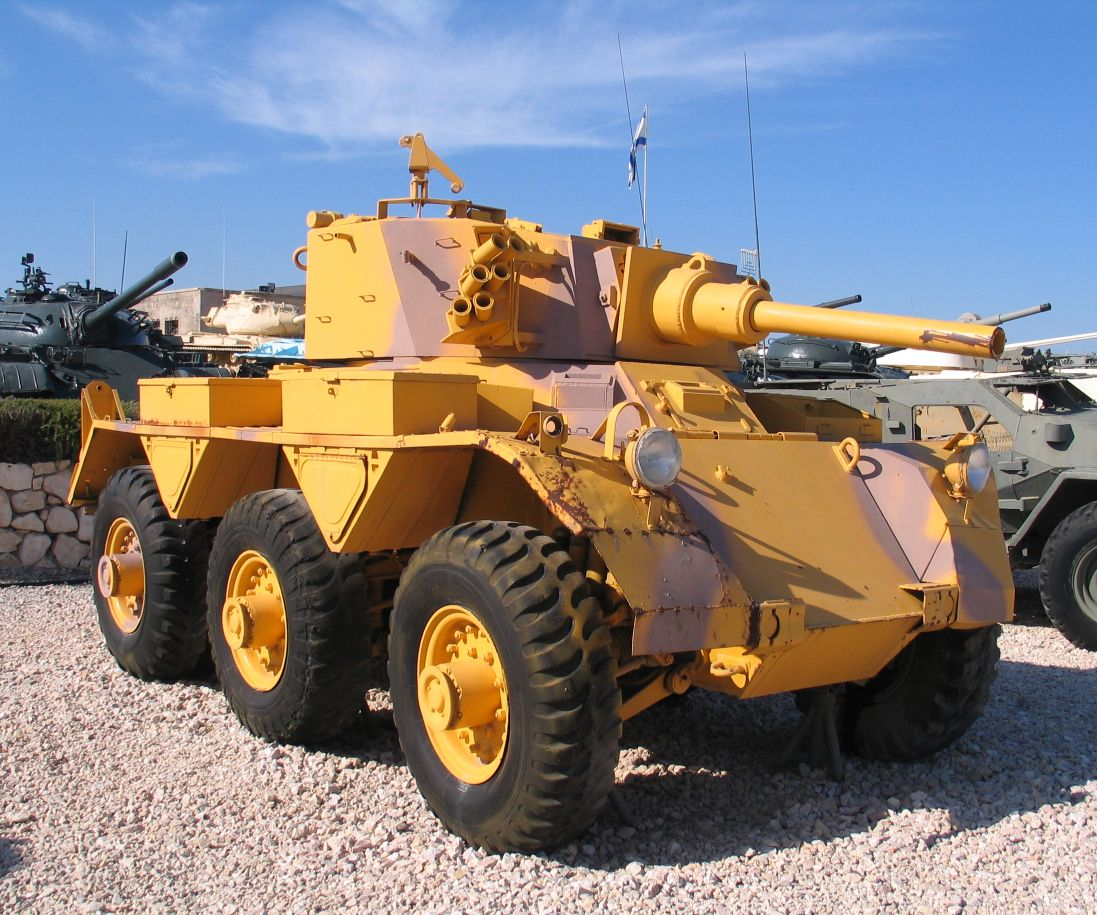
المصفحة Alvis Saladin
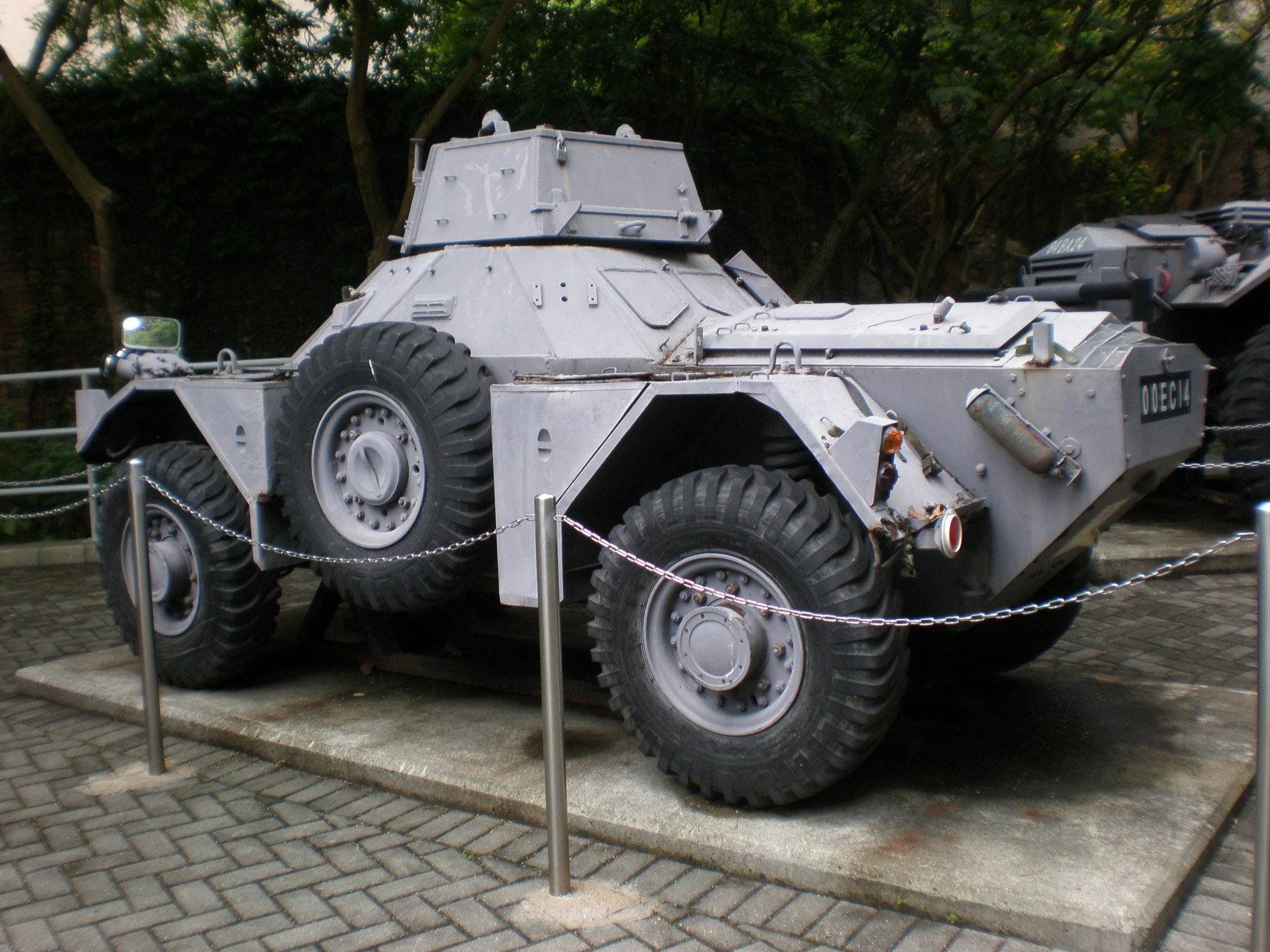
المدرعة دايملر فيريت
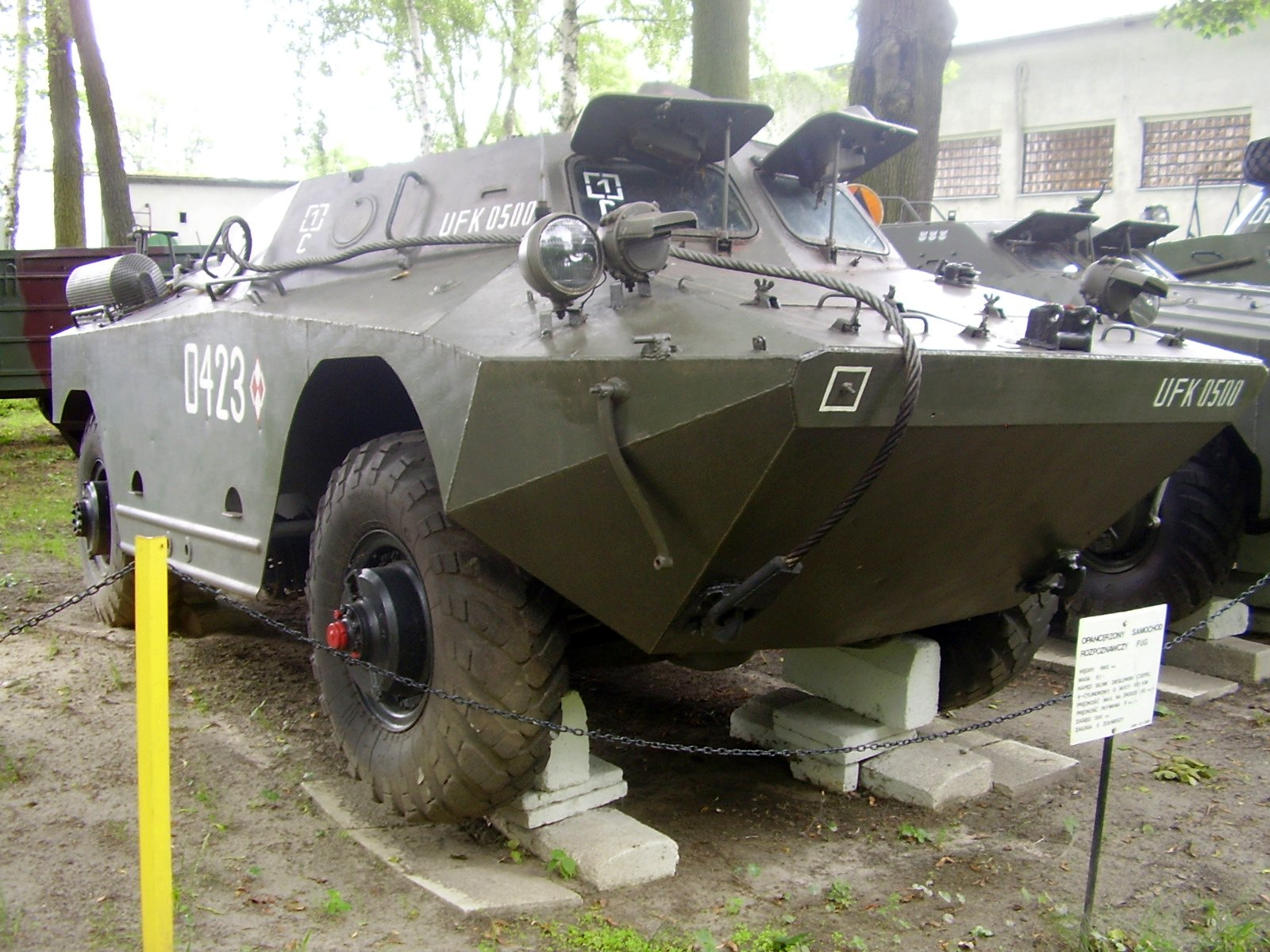
المدرعة FUG
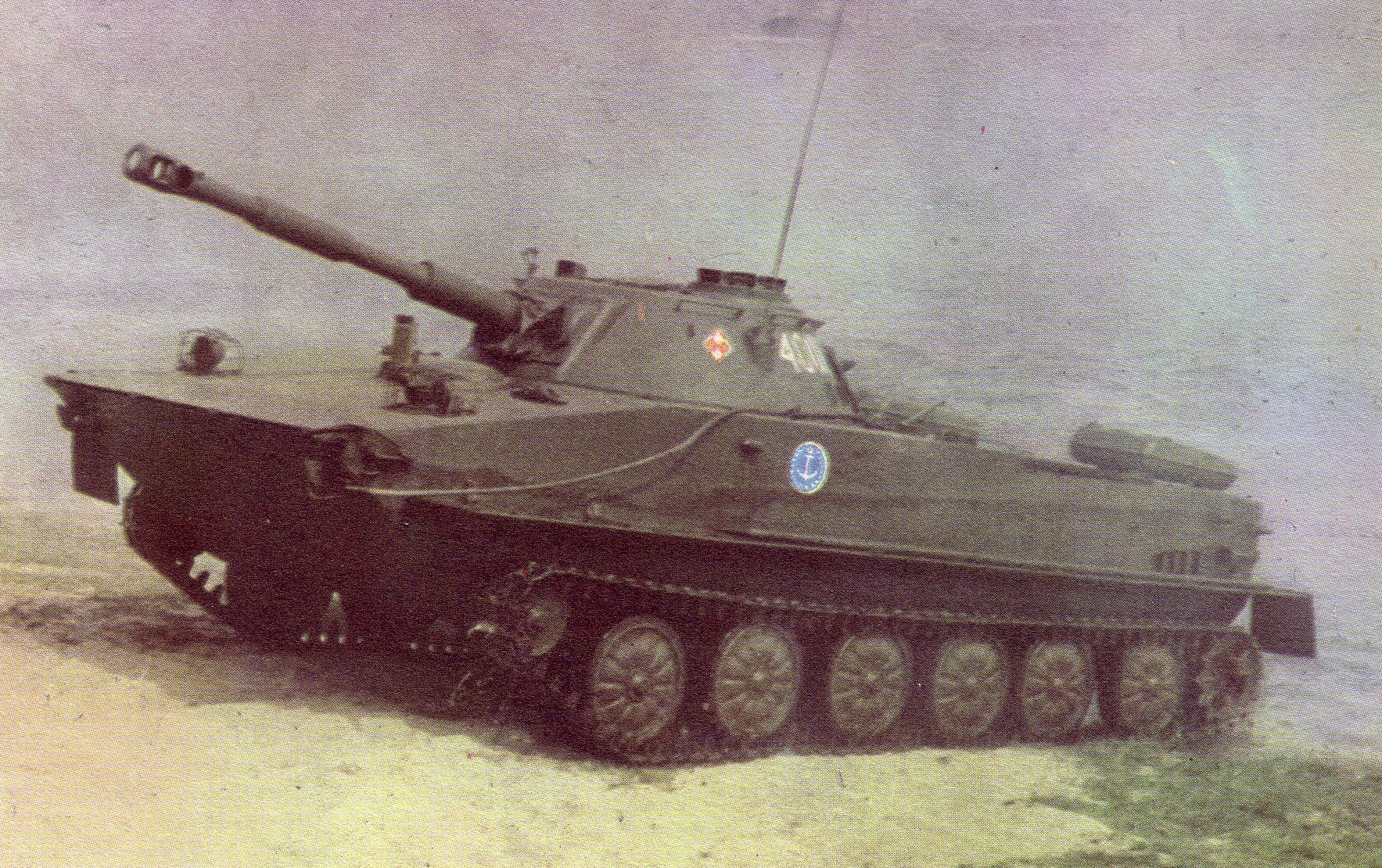
المدرعة بي تي-76

## ناقلات الجنود المدرعة
بي تي أر-152

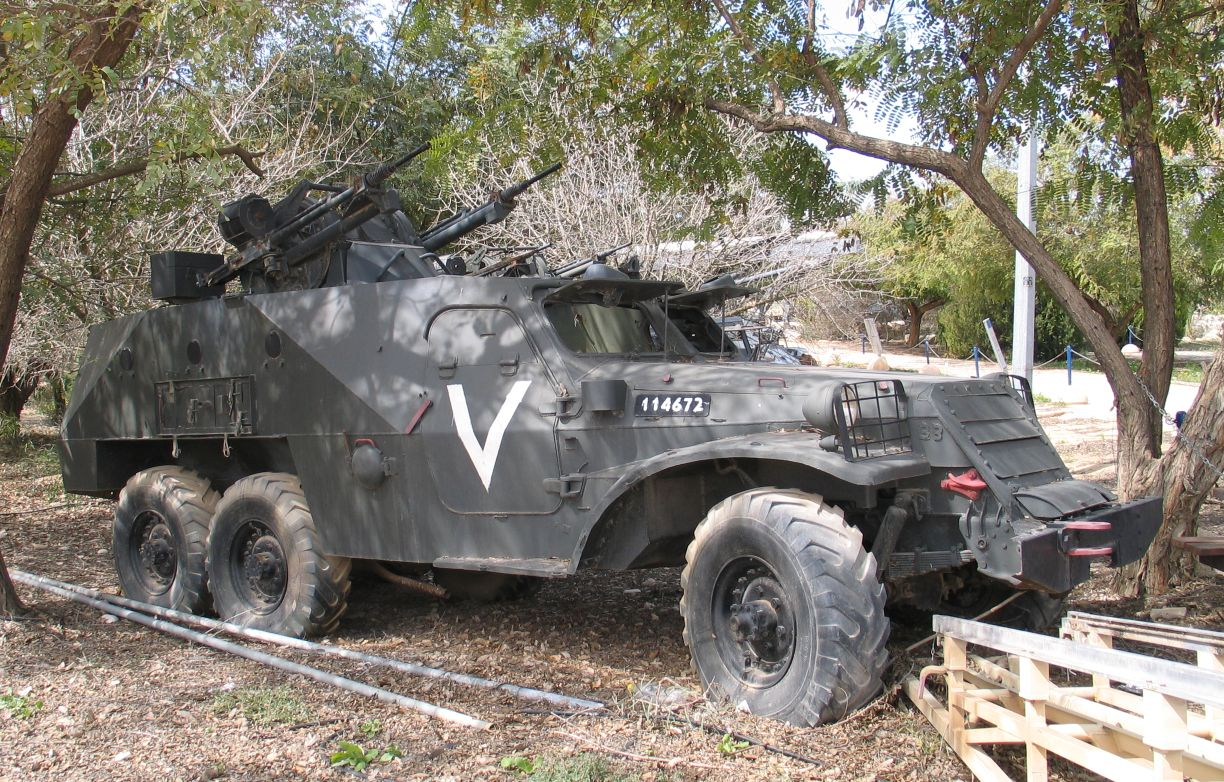
ناقلة الجنود المدرعة بي تي أر-152.

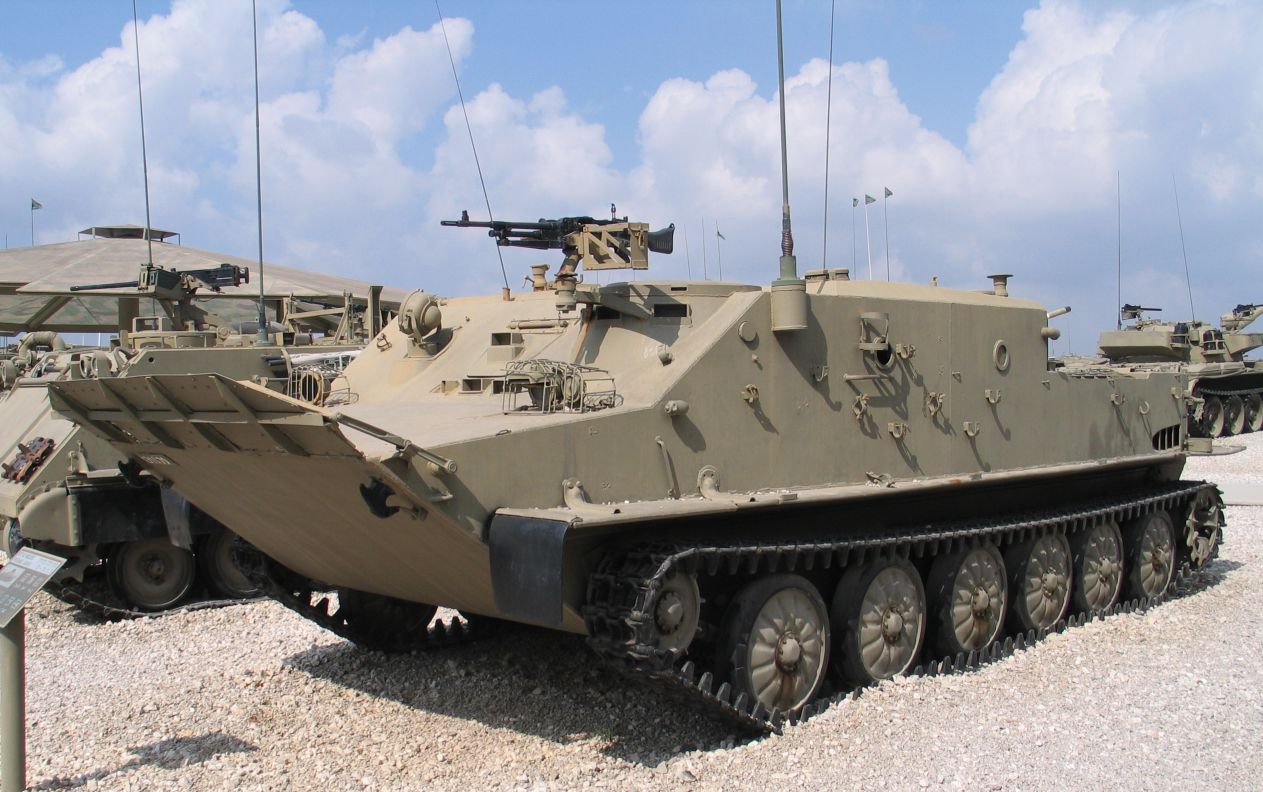
ناقلة الجنود المدرعة بي تي أر-50.

ناقلة جنود مدرعة سوفيتية الصنع لها القدرة على حمل 18 جنديا وطاقم من فردين. لا توجد تفاصيل عن اعدادها التي خدمت ضمن الجيش العراقي.
بي تي أر-50

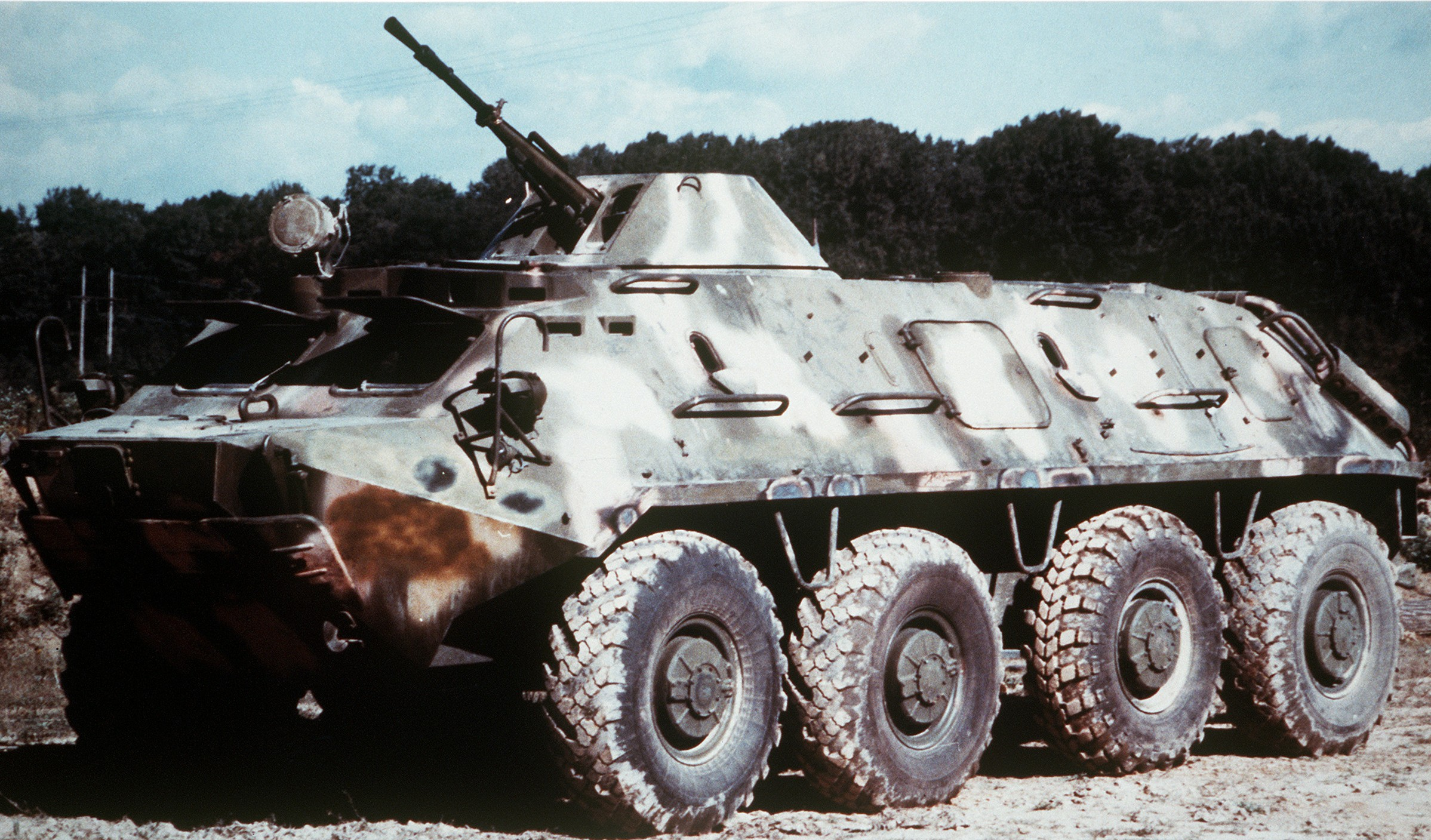
ناقلة الجنود المدرعة بي تي أر-60.

ناقلة جنود سوفيتية برمائية مدرعة ولها القدرة على حمل أكثر من عشرين جندي. وقد خدمت في الجيش العراقي بأعداد غير معروفة.
بي تي أر-60

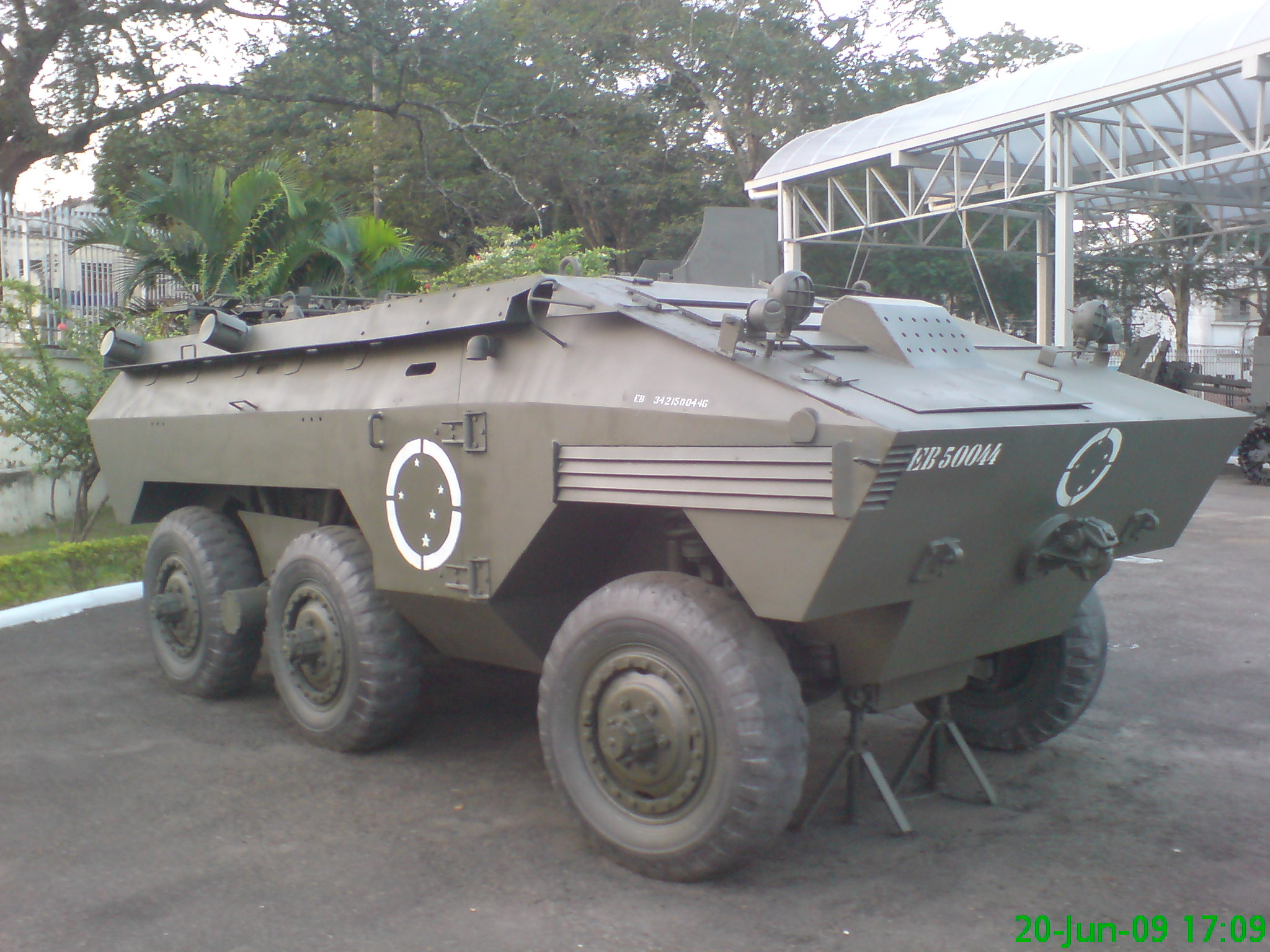
ناقلة الجنود المدرعة EE-11 Urutu.

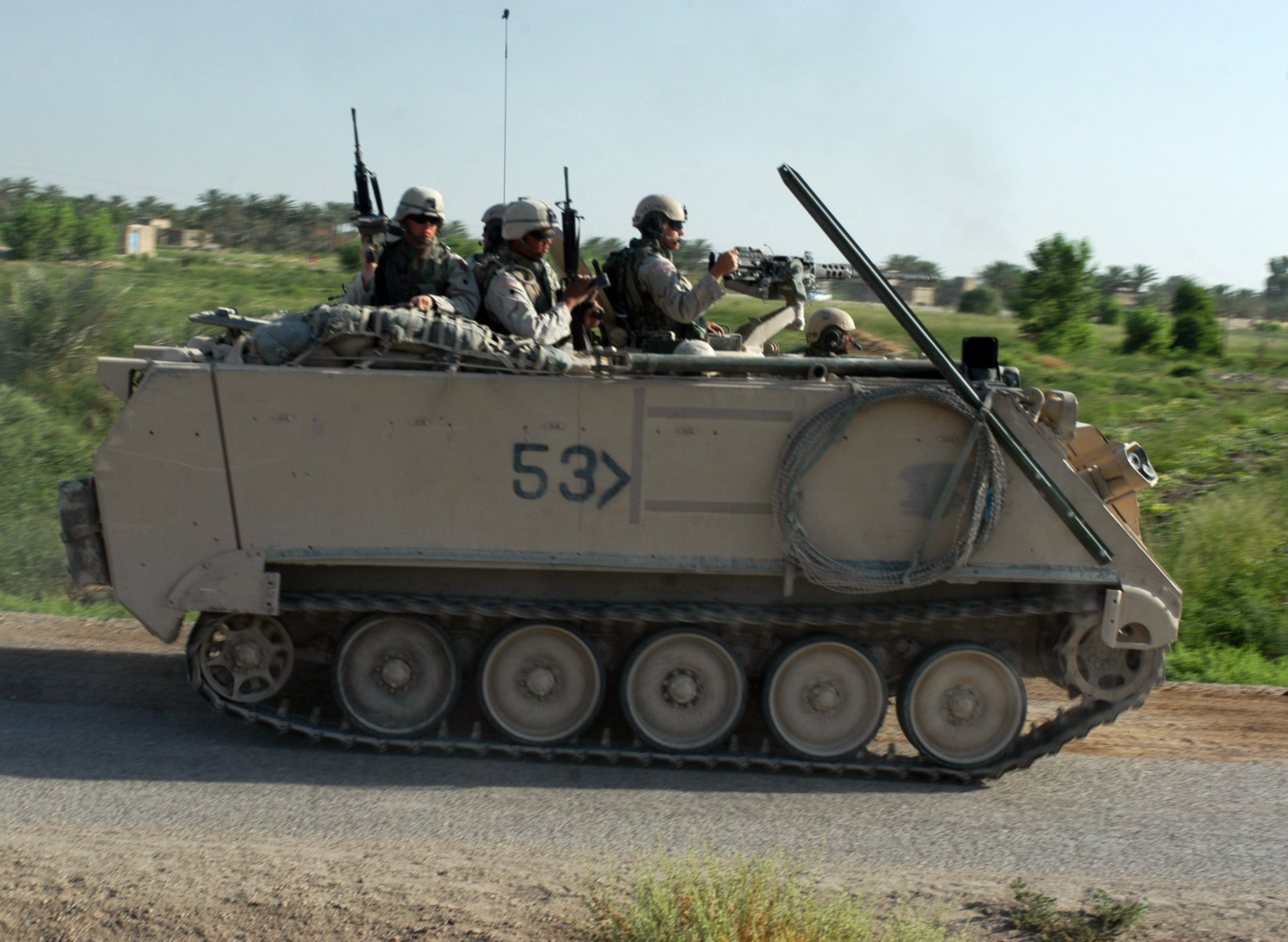
ناقلة الجنود المدرعةإم-113.

و هي مدرعة سوفيتية مدولبة ولها القدرة على اجتياز الموانع المائية. خدمت في الجيش العراقي باعداد غير معروفة.
EE-11 Urutu
مدرعة برازيلية الصنع بست عجلات. خدمت في الجيش العراقي بعدد 148 مركبة.
إم-113
مدرعة أمريكية لنقل الجنود. وتتمتع بعدد كبير من المميزات فيمكن مثلا نقلها جوا وتسير على الأراضي الوعرة لمسافات طويلة وتسير بسرعة وكفاءة عالية على الأرض الممهدة وتمتلك القدرة على القيام بالعمليات البرمائية.. يعتقد ان العراق استولى على اعداد غير معروفة منها أثناء الحرب مع إيران. المدرعة تدم حاليا مع الجيش العراقي الجديد.
MT-LB
مركبة مدرعة خفيفة متعددة الأغراض وبرمائية من صنع سوفيتي. بلغت اعدادها العاملة عام 1990 ضمن الوحدات البرية للجيش العراقي عدد 1500 مركبة.
أو تي-64 سكوت
ناقلة جنود مدرعة برمائية ذات دفع 8x8، طورت وإنتجت من قبل كل من بولندا وتشيكوسلوفاكيا. خدمت في الجيش العراقي باعداد غير معروفة.
OT-62 TOPAS
ناقلة جند برمائية مجنزرة. انتجيت بتعاون مشترك بين بولندا وتشيكوسلوفاكيا. وقد خدمت اعداد مجهولة منها في الجيش العراقي.
Panhard M3
ناقة جند مدرعة فرنسية الصنع. لا تعرف اعدادها التي عملت ضمن القوت العراقية.
مدرعة الوليد
و هي مدرعة مصرية الصنع. وضعت تصاميمها على أساس تصاميم المدرعتين بي تي أر-152 وبي تي أر-40 السوفيتيتين. وقد تسلم العراق 100 مركبة عام 1980 من مصر.
Type 63
ناقلة جند مدرعة صينية، وتعد المدرعة الأولى التي صصمت في الصين دون مساعدة من الاتحاد السوفيتي. وتشبه في تصميمها مدرعة إم-113 الأمريكية. عام 1990 كان العراق يشغل 1000 مركبة من هذا النوع في صفوف القوات البرية.

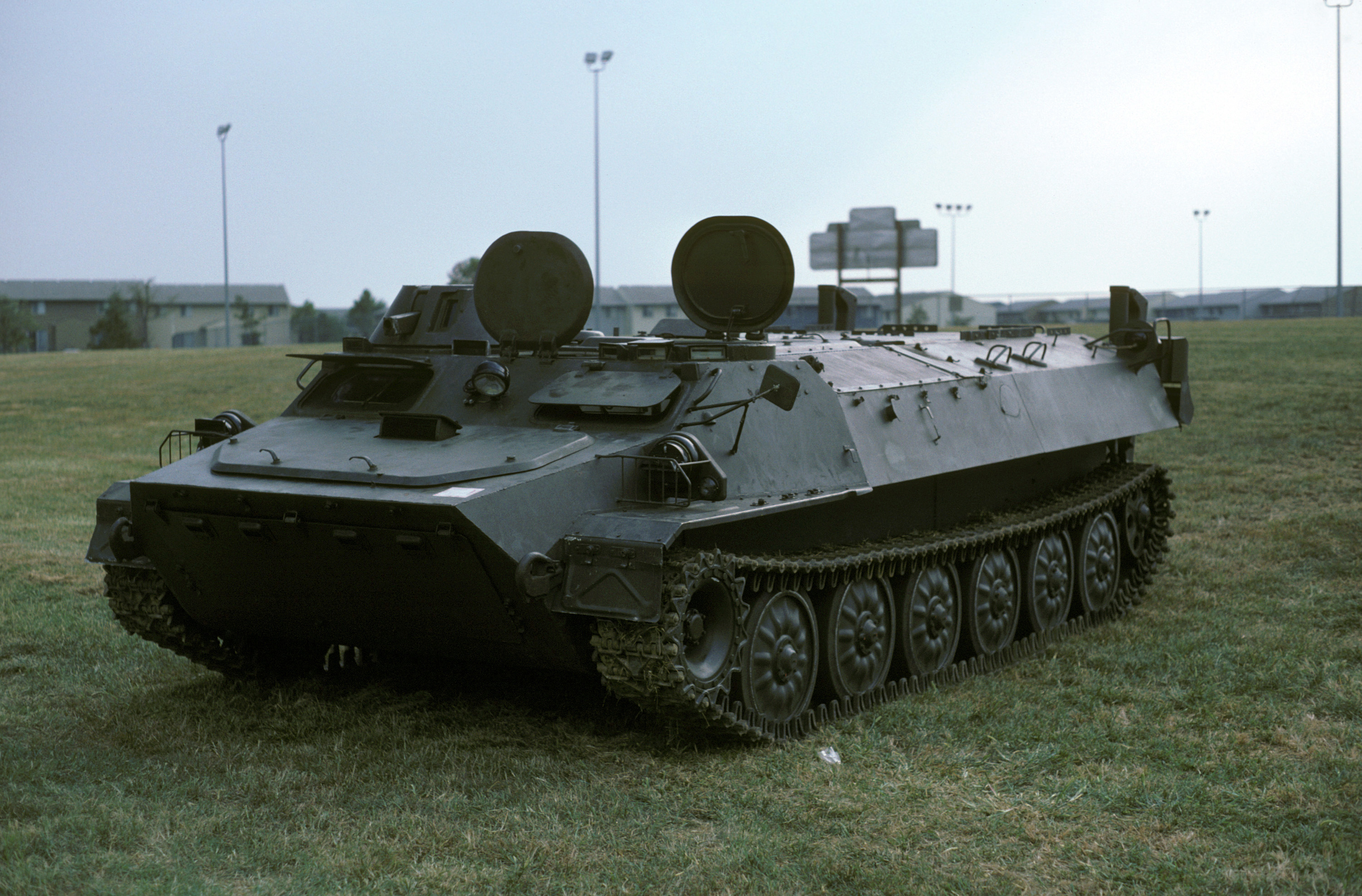
المدرعة MT-LB
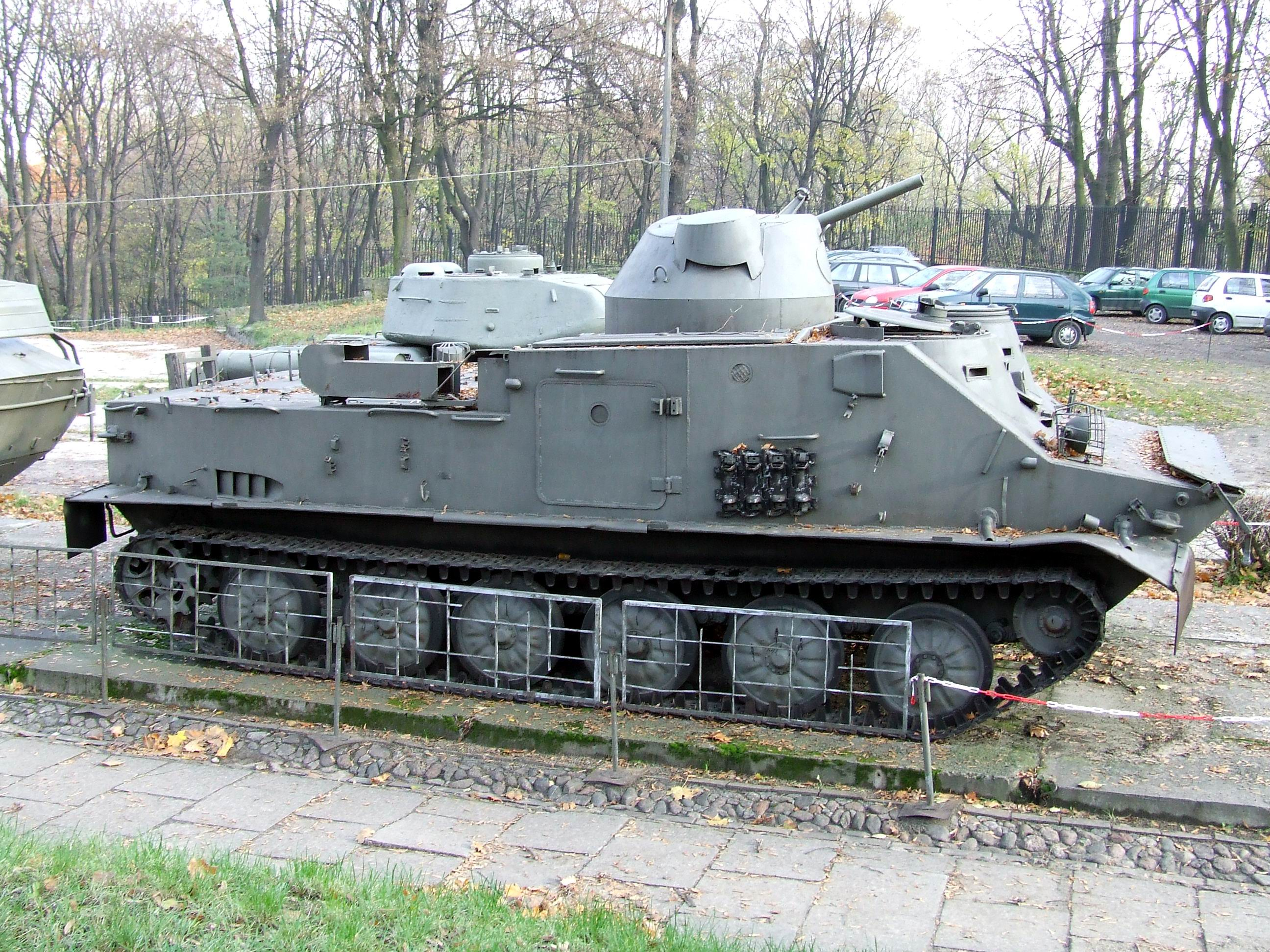
المدرعة OT-62 TOPAS
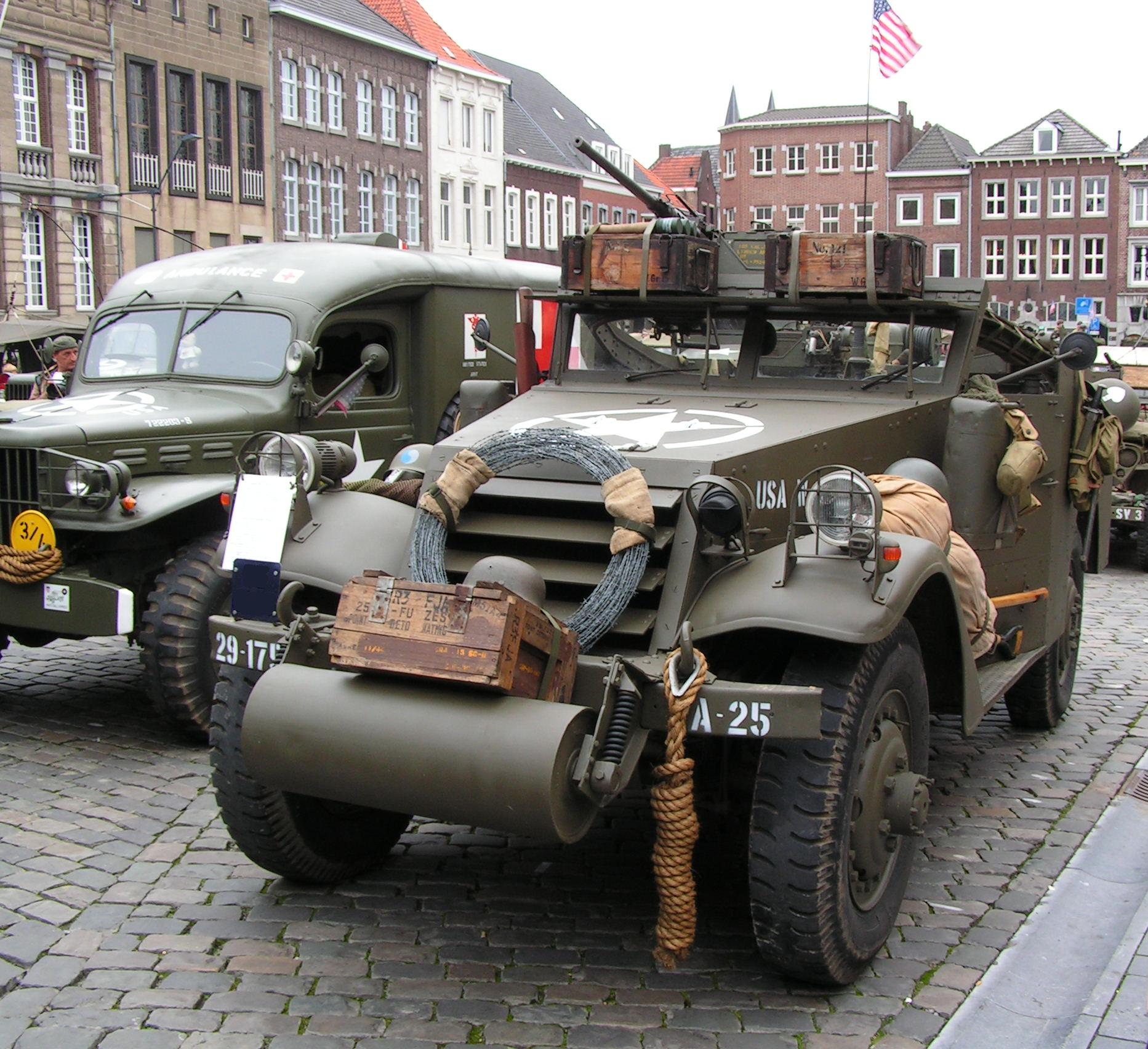
المدرعة Panhard M3
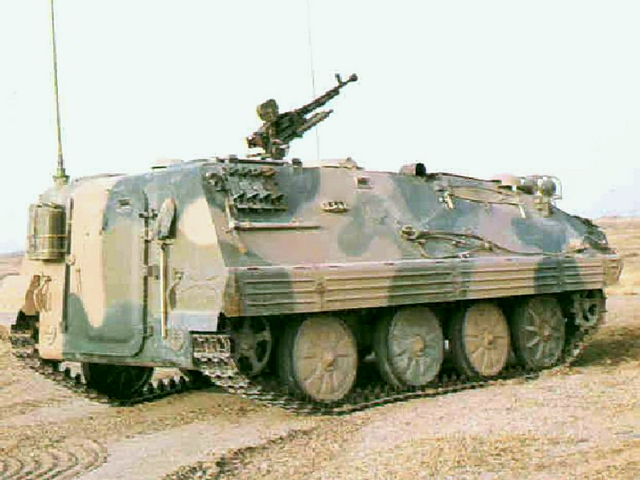
المدرعة Type 63

## المدفعية ذاتية الحركة
2S1 Gvozdika

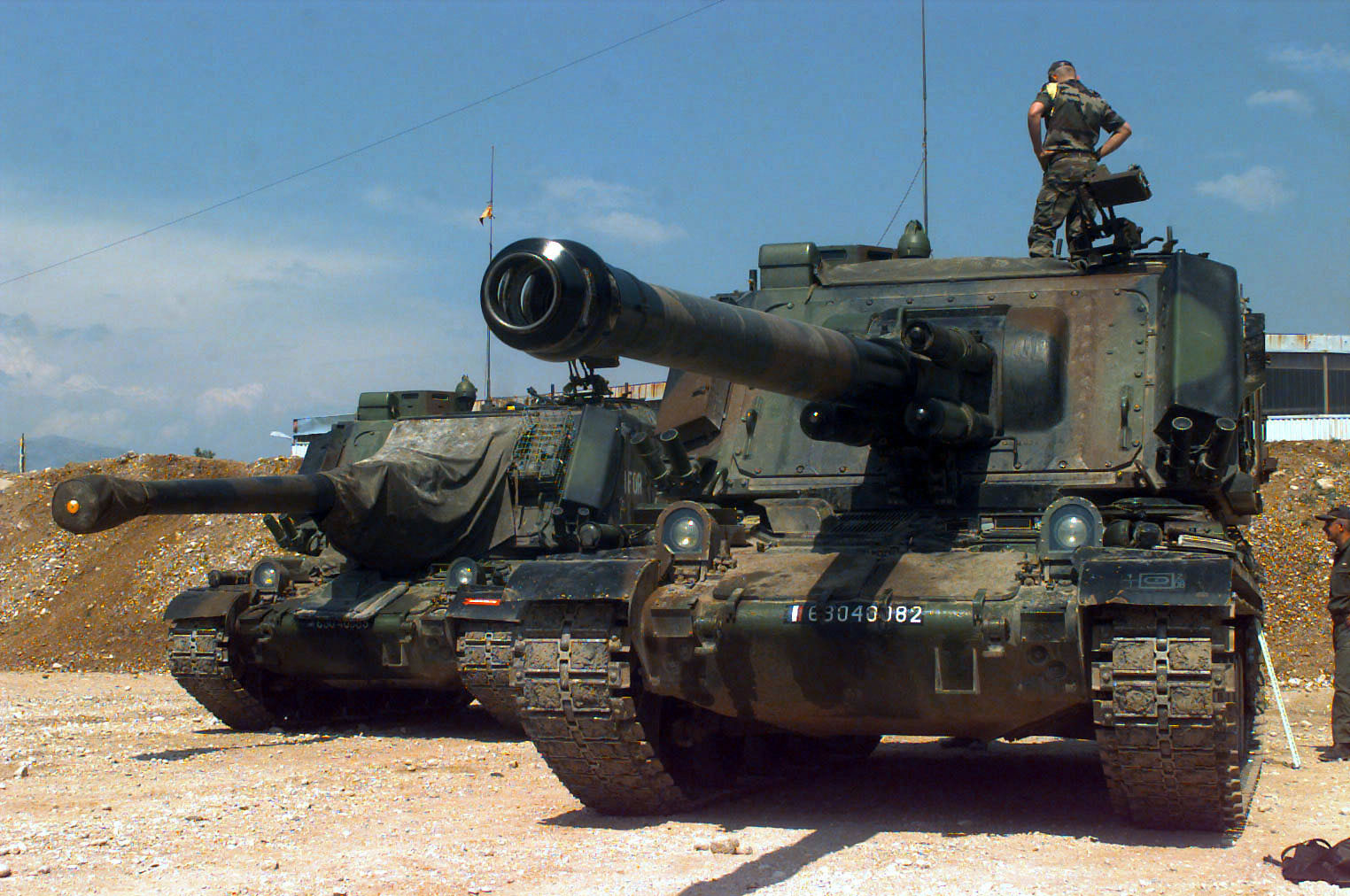
المدفع ذاتي ىالحركة AMX 30 AuF1.

و هو مدفع هاوتزر سوفيتي ذاتي الحركة. ومركب على عربة مدرعة برمائية. وهومن عيار 122 مم. ويبلغ مداه الاعتيادي 15.3 كم. ويمكن زيادة المدى إلى
21.9 كم. لا توجد معلومات حول اعدادها التي عملت في صفوف الجيش العراقي.
SO-152

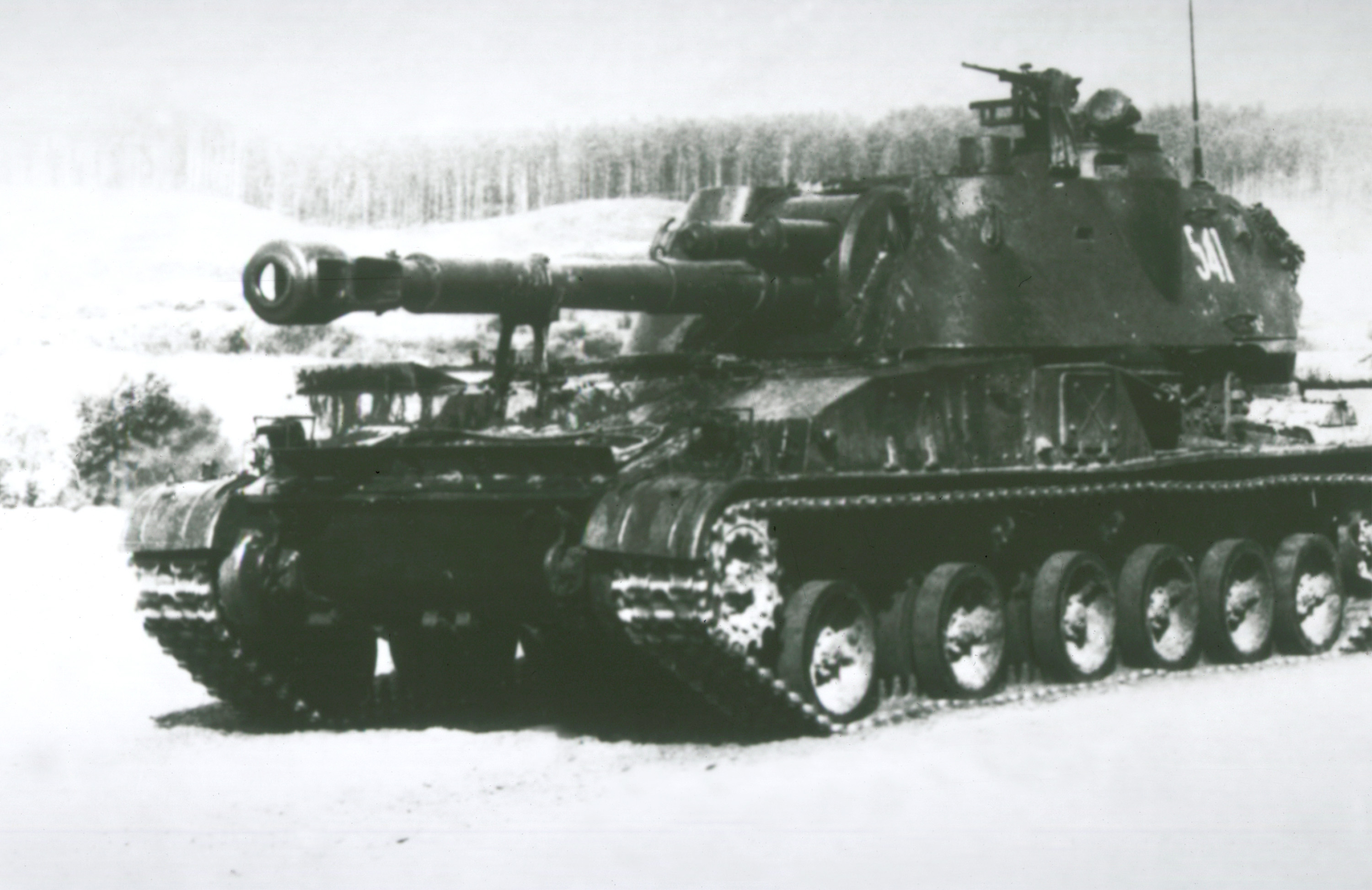
المدفع ذاتي الحركة SO-152.

مدفع هاوتزر سوفيتي ثقيل إذ يبلغ عياره 152 مم. وقد تم تركيبه على عربة مجنزرة كبيرة. يبلغ مداه باستخدام القذائف المدفيعة التقليدية 18.5 كم. اما باستخدام القذائف الصاروخية فان مداه يصل إلى 24 كم. وقد خدم هذا المدفع في صفوف الجيش العراقي بعدد 35 مدفع.
AMX 30 AuF1
مدفع فرنسي من عيار 155 مم مثبت على هيكل دبابة أي أم أكس-30. وقد خدم في الجيش العراقي باعداد غير معلومة.
الفاو
و هو أكبر مدفع ذاتي الحركة في العالم وقد صصمه خبير المدفعية الكندى جيرالد بول. وبزن المدفع 48 طنا، وعياره 210 مم. في حين يبلغ مداه 56 كم. وعرض للمرة الأولى أثناء معرض بغداد الدولي للأسلحة الذي اقيم عام 1989. بيد ان حرب الخليج الثانية والاحداث التي تبعتها لم تسمح للعراق بايتخدام مدفعه ضمن قواته المسلحة إذ تم تدميره والغاء برنامجه من قبل فرق التفتيش الدولة عن الأسلحة.

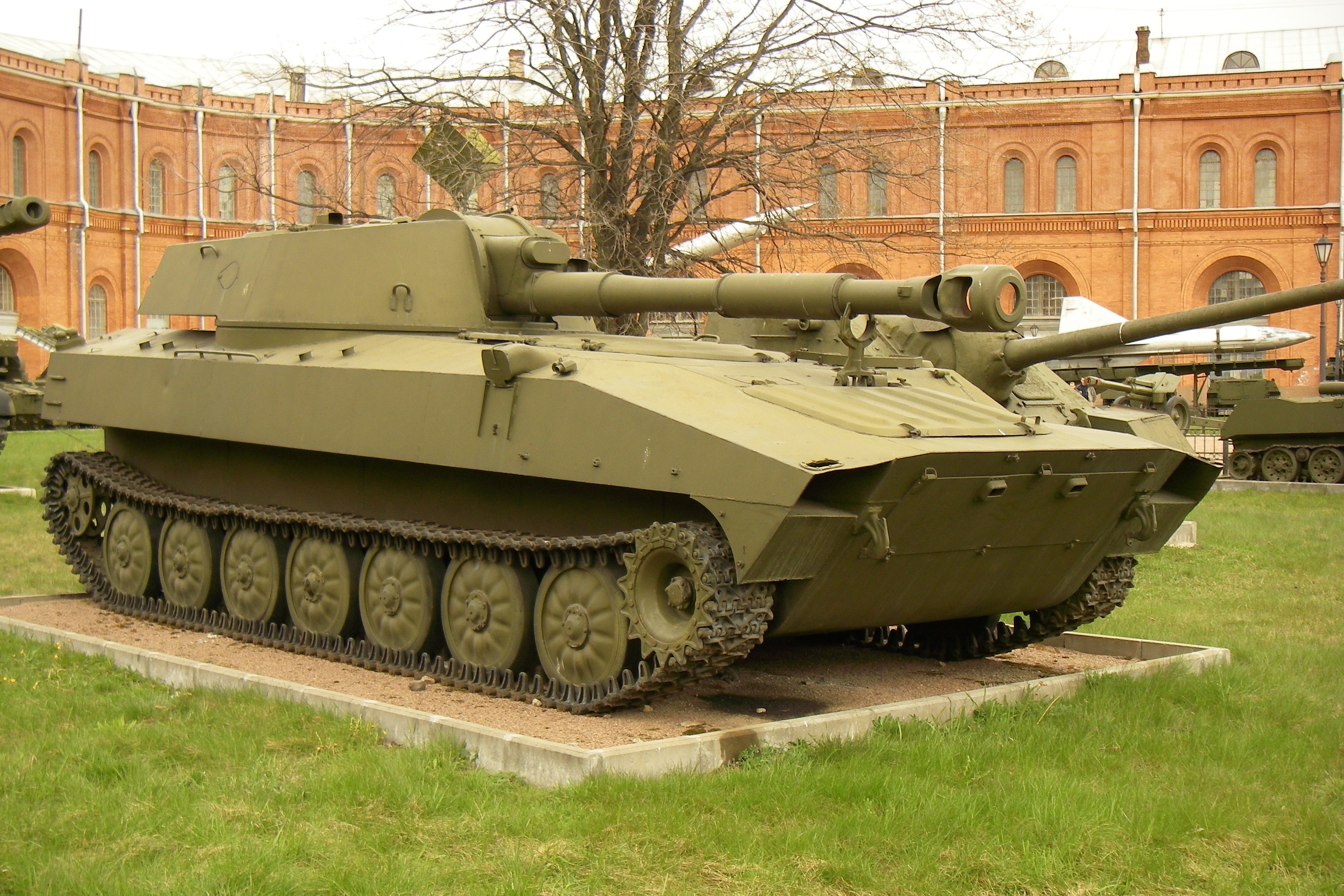
المدفع ذاتي الحركة 2S1 Gvozdika

## المدفعية المقطورة
M101 howitzer
مدفع هاوتزر ميداني خفيف. أمريكي الصنع وقد دخل الخدمة لأول مرة أثناء الحرب العالمية الثانية مع الجيش الأمريكي. وبسبب مداه الذي يبلغ 11200 متر فقد أصبح مفيدا جدا لدعم هجمات وتحركات قوات المشاة. وهو من عيار 105 مم.
122 mm howitzer 2A18 (D-30)
و هم مدفع هاوتز ميداني روسي يحسب على المدفعية الخفيفة. وهو من عيار 122 مم ومداه 15.4 كم باستخدام القذائف التقليدية، وأكثر من 21 كم باستخدام القذائف الصاروخية